# Flávio Carvalho Guimarães
Flávio Carvalho Guimarães (Ponta Grossa, 21 de abril de 1891 - Ponta Grossa, 10 de dezembro de 1968) foi um jornalista, advogado, literato, fazendeiro e político brasileiro.

## Vida pessoal
Era filho de Balbina Carvalho Guimarães e Teodoro Guimarães. Foi casado com Anita Miró Guimarães e pai de José Theodoro Miró Guimarães, Plauto Miró Guimarães e Eunice Guimarães Cordeiro. Avô do deputado Plauto Miró. Faleceu em Ponta Grossa em 10 de dezembro de 1968.

## Carreira política
Foi Secretário da Fazenda no governo do interventor Manuel Ribas. Eleito Senador da República em 1935, ficou pouco tempo no cargo devido ao rumo que tomou a política brasileira na época. Em 1937 tornou-se deputado federal. Já em 1946 foi novamente eleito senador, fazendo parte da Assembleia Constituinte, que elaborou a Constituição Brasileira de 1946.